# Wahlen 2005
◄◄ | ◄ | 2001 | 2002 | 2003 | 2004 | Wahlen 2005 | 2006 | 2007 | 2008 | 2009 | ► | ►►

Weitere Ereignisse

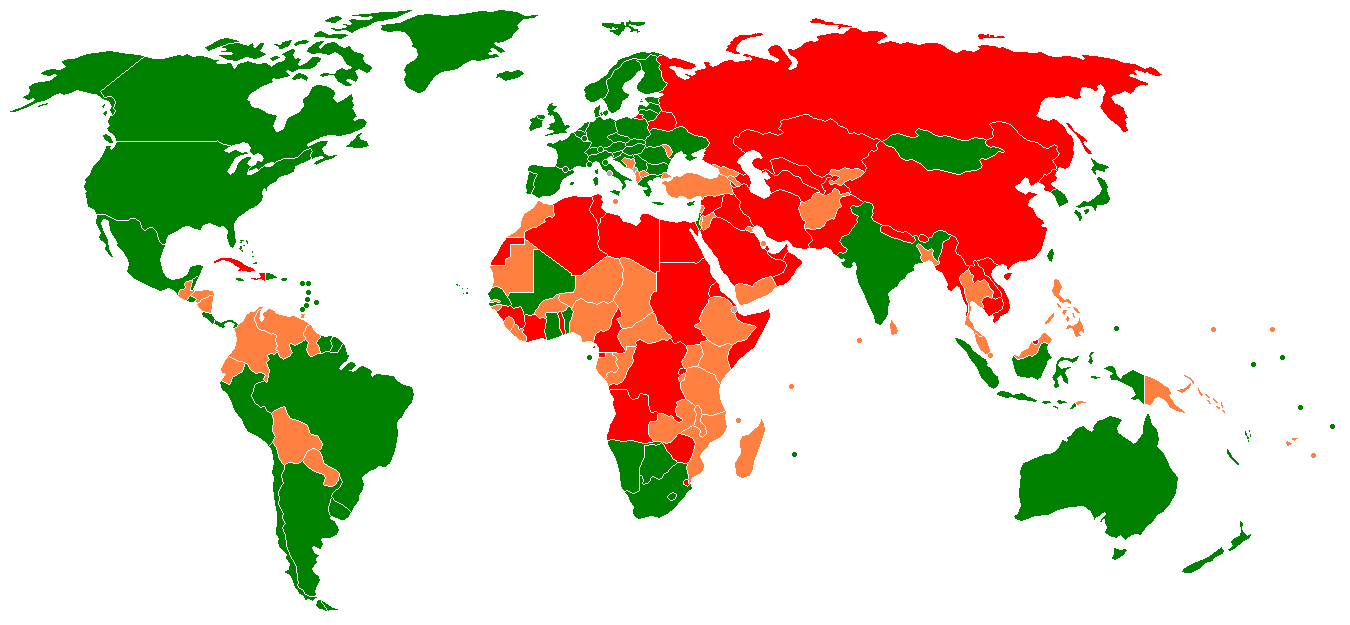
Grad der demokratischen Freiheit 2005 laut Freedom House:Grün = frei, Orange = teilweise frei, Rot = unfrei

Die hier unvollständig aufgelisteten Wahlen und Referenden fanden im Jahr 2005 statt oder waren für das angegebene Datum vorgesehen. „Direktwahl“, „Referendum“ oder „Volksbegehren“ bedeutet eine Wahl durch alle wahlberechtigten Einwohner eines Landes oder einer Region.
Bei weitem nicht alle der hier aufgeführten Wahlen 2005 wurden nach international anerkannten demokratischen Standards durchgeführt. Enthalten sind auch Scheinwahlen in Diktaturen ohne Alternativkandidaten oder Wahlen, deren Ergebnisse durch massiven Wahlbetrug oder ohne fairen, gleichrangigen Zugang der konkurrierenden Kandidaten oder Parteien zu den Massenmedien zustande gekommen sind. Einen groben Eindruck von der Aussagefähigkeit der gelisteten Wahlen vermittelt die nebenstehende Karte, die die Länder der Welt auf der Basis der Einschätzungen von Freedom House farblich unterschiedlich kennzeichnet, je nach Grad der demokratischen Freiheit. Die Einschätzungen von Freedom House sind allerdings auch durchaus nicht in allen Fällen unumstritten.
Aufgrund der großen Zahl der Wahlen, die jedes Jahr weltweit durchgeführt werden, kann die Liste keinen Anspruch auf Vollständigkeit erheben. Angestrebt wird auf jeden Fall die Auflistung sämtlicher Wahlen von mindestens nationaler Bedeutung.

## Liste der Wahlen
| Land                           | Kontinent  | Datum        | Wahl 2005                                                                                           | Vorangegangene Wahl              | Anmerkungen                               |
| ------------------------------ | ---------- | ------------ | --------------------------------------------------------------------------------------------------- | -------------------------------- | ----------------------------------------- |
| Kroatien                       | Europa     | 2./16. Jan.  | Präsidentschaftswahl                                                                                |                                  |                                           |
| Vatikanstadt                   | Europa     | 18./19. Jan. | Konklave 2005                                                                                       | Konklave Oktober 1978            | Wahl Joseph Kardinal Ratzingers zum Papst |
| Irak                           | Asien      | 30. Jan.     | Nationalversammlungswahl und Volksabstimmung über die Unabhängigkeit der Autonomen Region Kurdistan | 2000                             |                                           |
| Dänemark                       | Europa     | 8. Feb.      | Folketingswahl                                                                                      | 2001                             |                                           |
| Deutschland                    | Europa     | 20. Feb.     | Landtagswahl in Schleswig-Holstein                                                                  | 2000                             |                                           |
| Spanien                        | Europa     | 20. Feb.     | Referendum in Spanien 2005 zur Europäischen Verfassung                                              |                                  |                                           |
| Portugal                       | Europa     | 20. Feb.     | Parlamentswahl                                                                                      | 2002                             |                                           |
| Kiribati                       | Asien      | 27. Feb.     | Parlamentswahl                                                                                      | 2000                             |                                           |
| Österreich                     | Europa     | 6. März      | Gemeinderatswahlen in Niederösterreich                                                              |                                  |                                           |
| Moldau                         | Europa     | 6. März      | Parlamentswahl                                                                                      | 2001                             |                                           |
| Liechtenstein                  | Europa     | 11./13. März | Wahl zum Landtag des Fürstentums Liechtenstein                                                      |                                  |                                           |
| Zentralafrikanische Republik   | Afrika     | 13. März     | Parlamentswahl                                                                                      | 1998                             |                                           |
| Andorra                        | Europa     | April        | Wahl zum Consell General de les Valls                                                               |                                  |                                           |
| Italien                        | Europa     | 3. April     | Regionalwahlen                                                                                      | 2000                             |                                           |
| Vereinigtes Königreich         | Europa     | 5. Mai       | Unterhauswahl                                                                                       | 2001                             |                                           |
| Uruguay                        | Südamerika | 8. Mai       | Kommunalwahlen                                                                                      |                                  |                                           |
| Taiwan                         | Asien      | 14. Mai      | Wahl zur Nationalversammlung                                                                        | 1996                             |                                           |
| Äthiopien                      | Afrika     | 15. Mai      | Parlamentswahl                                                                                      | 2000                             |                                           |
| Deutschland                    | Europa     | 22. Mai      | Landtagswahl in NRW                                                                                 | 2000                             |                                           |
| Frankreich                     | Europa     | 29. Mai      | Referendum in Frankreich zur Europäischen Verfassung                                                |                                  |                                           |
| Libanon                        | Asien      | 29. Mai      | Parlamentswahl                                                                                      | 2000                             |                                           |
| Niederlande                    | Europa     | 1. Juni      | Referendum in den Niederlanden 2005 zur Europäischen Verfassung                                     |                                  |                                           |
| Luxemburg                      | Europa     | 10. Jun.     | Referendum in Luxemburg 2005 zur Europäischen Verfassung                                            |                                  |                                           |
| Iran                           | Asien      | 17. Juni     | Präsidentschaftswahl                                                                                | 2001                             |                                           |
| Bulgarien                      | Europa     | 25. Juni     | Parlamentswahl                                                                                      | 2001                             |                                           |
| Burundi                        | Afrika     | 4. Juli      | Parlamentswahl                                                                                      | 1993                             |                                           |
| Japan                          | Asien      | 3. Juli      | Präfekturparlamentswahl in Tokio 2005                                                               | 2001                             |                                           |
| Ägypten                        | Afrika     | 7. Sep.      | Präsidentschaftswahl                                                                                | 1999                             |                                           |
| Japan                          | Asien      | 11. Sep.     | Shūgiin-Wahl                                                                                        | 2003                             |                                           |
| Norwegen                       | Europa     | 12. Sep.     | Parlamentswahl                                                                                      | 2001                             |                                           |
| Afghanistan                    | Asien      | 18. Sep.     | Parlamentswahl                                                                                      | April 1988                       |                                           |
| Deutschland                    | Europa     | 18. Sep.     | Bundestagswahl                                                                                      | 2002                             | Angela Merkel wird Bundeskanzlerin        |
| Polen                          | Europa     | 25. Sep.     | Parlamentswahl                                                                                      | 2001                             |                                           |
| Somaliland                     | Afrika     | 29. Sep.     | Parlamentswahl                                                                                      |                                  |                                           |
| Österreich                     | Europa     | 28. Okt.     | Landtagswahl in der Steiermark                                                                      | 2000                             |                                           |
| Österreich                     | Europa     | 9. Okt.      | Landtagswahl im Burgenland                                                                          | 2000                             |                                           |
| Polen                          | Europa     | 9./23. Okt.  | Präsidentschaftswahl                                                                                | 2000                             |                                           |
| Österreich                     | Europa     | 23. Okt.     | Landtags- und Gemeinderatswahl in Wien                                                              | 2001                             |                                           |
| Grönland                       | Europa     | 15. Nov.     | Parlamentswahl                                                                                      | 2002                             |                                           |
| Ägypten                        | Afrika     | 15. Nov.     | Parlamentswahl                                                                                      | 2000                             |                                           |
| Sri Lanka                      | Asien      | 17. Nov.     | Präsidentschaftswahl                                                                                | 2000                             |                                           |
| Kenia                          | Afrika     | 21. Nov.     | Verfassungsreferendum                                                                               |                                  |                                           |
| Kasachstan                     | Asien      | 4. Dez.      | Präsidentschaftswahl                                                                                | 1999                             |                                           |
| Venezuela                      | Südamerika | 4. Dez.      | Parlamentswahl                                                                                      | 2000                             |                                           |
| St. Vincent und die Grenadinen |            | 7. Dez.      | Parlamentswahl                                                                                      | 2001                             |                                           |
| Chile                          | Südamerika | 11. Dez.     | Präsidentschafts- und Parlamentswahl                                                                | 1999/2000 (Präs.) – 2001 (Parl.) |                                           |
| Tansania                       | Afrika     | 14. Dez.     | Präsidentschafts- und Parlamentswahl                                                                | 2000                             |                                           |
| Irak                           | Asien      | 15. Dez.     | Repräsentantenratswahl                                                                              | 2005                             |                                           |
| Bolivien                       | Südamerika | 18. Dez.     | Parlamentswahl und Präsidentschaftswahl                                                             | 2002                             |                                           |

### Wahlen zu mehreren Terminen
| Staat       | Staat   | Wahl/Abstimmung                     | Kategorie                    |
| ----------- | ------- | ----------------------------------- | ---------------------------- |
| Deutschland | Sachsen | Bürgermeisterwahlen in Sachsen 2005 | Bürgermeisterwahl in Sachsen |